# Casimir Bonjour
Pour les articles homonymes, voir Bonjour (homonymie).
Casimir Bonjour est un auteur dramatique français né à Clermont-en-Argonne le 15 mars 1793 et mort dans l'ancien 11e arrondissement de Paris le 24 juin 1856.

## Biographie
Fils d’un sous-officier de gendarmerie, il fit de brillantes études au collège de Reims, puis entra au Pensionnat normal. Il fut un temps professeur de rhétorique au Lycée Louis-le-Grand, puis opta pour une carrière administrative au ministère des Finances, tout en écrivant pour le théâtre. Il sera par la suite bibliothécaire.
Il rencontra la faveur du public grâce à ses comédies, bien composées, élégamment versifiées, cachant habilement une intention morale. Ses pièces se distinguent plus par la finesse de l’analyse, la grâce des dialogues, l'honnêteté des intrigues que par leur force comique proprement dite. Prenant son temps pour élaborer, peaufiner, retoucher chacune de ses œuvres (il mit 10 ans à composer le Bachelier de Ségovie), on dit de lui qu’il songeait plus à sa réputation littéraire qu’à sa situation financière. D’ailleurs, il postula plusieurs fois à l’Académie française, et, face à Victor Hugo, il faillit bien l’emporter, à quelques voix près. Puis, avec le temps, ses chances s’amoindrirent, et il finit par y renoncer.

## Œuvres
- La Mère rivale, comédie en trois actes, en 1821 à la Comédie-Française, qui eut un bon succès ;
- l’Éducation ou les Deux Cousines, comédie en cinq actes le 10 mai 1823 à la Comédie-Française ;
- Le Mari à bonnes fortunes, comédie en cinq actes et en vers le 30 septembre 1824 à la Comédie-Française ;
- L’Argent ou les Mœurs du siècle, comédie en cinq actes et en vers, le 12 octobre 1826 à la Comédie-Française ;
- Le Protecteur et le Mari, comédie en cinq actes et en vers le 5 septembre 1829 à la Comédie-Française, succès contesté, la pièce fut réduite à trois actes ;
- Naissance, Fortune et Mérite ou l’Épreuve électorale, comédie en trois actes et en prose le 13 mai 1831 à la Comédie-Française, « pièce politique froide et sans intérêt, mais élégamment écrite » selon Larousse ;
- Le Presbytère, comédie en cinq actes et en vers le 21 février 1833 à la Comédie-Française ;
- Le Malheur du riche et le bonheur du pauvre, roman de mœurs, en 1836 ;
- Coup d’œil sur le théâtre, en 1838 à l’Athénée royal ;
- Le Bachelier de Ségovie ou les Hautes Études, comédie en cinq actes et en vers le 15 octobre 1844 au Théâtre de l’Odéon, (refusée par la Comédie-Française).